# Kristan Bromley
Kristan Bromley (Rossendale, 7 de marzo de 1972) es un deportista británico que compitió en skeleton.
Ganó una medalla de oro en el Campeonato Mundial de Skeleton de 2008 y cuatro medallas en el Campeonato Mundial de Skeleton entre los años 2004 y 2009.

## Palmarés internacional
| Campeonato Mundial | Campeonato Mundial   | Campeonato Mundial | Campeonato Mundial |
| Año                | Lugar                | Medalla            | Prueba             |
| ------------------ | -------------------- | ------------------ | ------------------ |
| 2008               | Altenberg (Alemania) | Medalla de oro     | Individual         |
| Campeonato Europeo |                      |                    |                    |
| Año                | Lugar                | Medalla            | Prueba             |
| 2004               | Altenberg (Alemania) | Medalla de oro     | Individual         |
| 2005               | Altenberg (Alemania) | Medalla de oro     | Individual         |
| 2008               | Cesana (Italia)      | Medalla de oro     | Individual         |
| 2009               | Sankt Moritz (Suiza) | Medalla de plata   | Individual         |